# Salpornis
Salpornis (česky šoupálek, toto jméno je však používáno i pro rod Certhia) je rod zpěvného ptáka.

## Systematika
Rod Salpornis zahrnuje pouze dva žijící druhy:
- S. spilonota (Franklin, 1831) – česky šoupálek kropenatý, výskyt v Indii;
- S. salvadori (Barboza du Bocage, 1878) – bez českého jména, výskyt v afrotropické oblasti.

Druh S. salvadori byl původně považován za konspecifický se S. spilonota, osamostatnění obou druhů bylo doporučeno roku 2010 na základě značné genetické divergence mezi nimi a morfometrických údajů. U obou druhů je rozlišováno několik poddruhů, k lednu roku 2025 dva pro S. spilonota (rajputanae, spilonota) a čtyři pro S. salvadori (emini, erlangeri, xylodromus, salvadori).
Z hlediska taxonomie může být rod Salpornis řazen do čeledi šoupálkovití (Certhiidae), nicméně IOC World Bird List k roku 2025 preferuje jeho umístění do samostatné čeledi Salpornithidae. Čeledi Certhiidae a Salpornithidae nicméně zřejmě představují sesterské skupiny. Společně patří do širšího kladu Certhioidea.

## Popis a chování
Šoupálci rodu Salpornis dosahují velikosti asi 15 cm a hmotnosti asi 14 g. Vyznačují se výrazným hnědým opeřením se skvrnami a pruhy, přičemž mezi jednotlivými druhy a poddruhy se ve zbarvení objevují určité odchylky. Zobák je dlouhý, štíhlý a zahnutý, ocas mírně zaoblený; oproti ostatním šoupálkům neslouží jako podpěra při pohybu po kmenech stromů. Neobjevuje se výrazný pohlavní dimorfismus.
Na obývané stanoviště jsou tito šoupálci poměrně nenároční. Vyžadují však přítomnost stromů, na jejichž kůře si shánějí potravu: motýly, brouky, polokřídlé, pavouky a jiné bezobratlé. V Indii žijí v otevřených akáciových a tekových lesích, stejně jako v hustších lesních porostech či mangovníkových hájích. V západní a jižní Africe byli zaznamenáni v otevřených porostech isoberlinií či brachystegií, v Etiopii však obývají porosty jalovců, v Angole zase galeriové lesy a lze je najít i v dalších podobných biotopech. Ve větvích si staví upravená hluboká miskovitá hnízda, která lze jen velmi obtížně najít, poněvadž bývají dovedně maskována. Snůška činí 1–3 vejce, přičemž inkubaci zajišťuje samice, potravu pro potomstvo však shánějí oba rodiče. Mimo hnízdní sezónu se šoupálci mohou sdružovat do malých hejn, v Africe i s jinými druhy pěvců.